# I Can’t Give You Anything but Love, Baby
Az I Can’t Give You Anything but Love, Baby egy populáris dal és dzsessz-sztenderd, amelynek zenéjét Jimmy McHugh, míg dalszövegét Dorothy Fields készítette. A dalt Adelaide Hall mutatta be a New York-i Les Ambassadeurs Club-ban 1928 januárjában Lew Leslie Blackbird című revüjében. Később ebben az évben Blackbirds of 1928 címmel nagy sikert ért el a Broadway-en, 518 előadást élt meg, Adelaide Hall, Aida Ward illetve Willard McLean prezentálásában volt hallható.
Az 1890 és 1950 között 100 legtöbb alkalommal felvett dalok listáján az I Can’t Give You Anything but Love, Baby (1928) a 24. helyet szerezte meg.

## Háttér

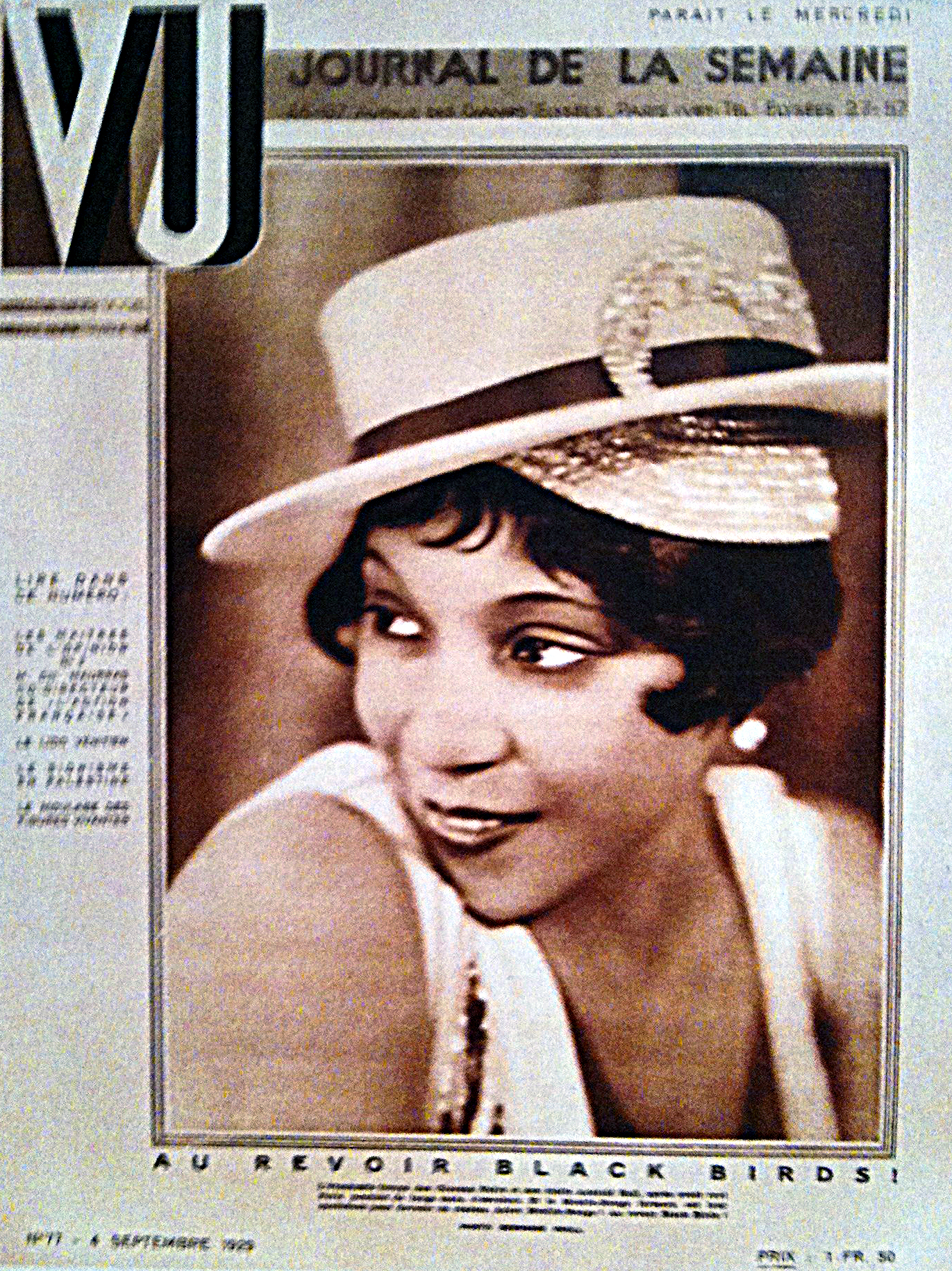
Adelaide Hall, aki bemutatta az I Can’t Give You Anything but Love, Baby-t, a Vu magazin címlapján.

Jimmy McHugh és Dorothy Fields egy revü számára dalokat írtak, amelyet a New York-i Les Ambassadeurs Club-ban adtak elő Adelaide Hall vokalista előadásában. Azonban Lew Leslie producer úgy vélte, hogy még mindig hiányzik egy igazi sláger. A csapat némi idő után aztán lejátszotta Leslie-nek az I Can’t Give You Anything but Love, Baby-t. Ez volt az a dal, amelyet Leslie hiányolt, és azonnal bekerült a revübe. A Blackbird Revue-t 1928. január 4-én mutatták be és Adelaide Hall énekelte szólóban az I Can’t Give You Anything but Love, Baby-t. Később Fields és McHugh írtak egy második részt a revünek, így Leslie is továbbfejlesztette a produkciót. Újabb dalokkal és további előadókkal (köztük Aida Ward vokalistával) Leslie átnevezte a revüt Blackbirds of 1928-re és a teljes előadást eljuttatta a New Jersey-ben található Atlantic City-be, és bemutatták a Nixon's Apollo Theatre-ben. Aztán a Blackbirds of 1928 1928. május 9-én debütálhatott a Liberty Theater-ben a Broadway-en.
A legenda szerint a dal ötlete onnan származik, mikor Fields és McHugh az Ötödik sugárúton sétálgattak egy este, és láttak egy párt, akik épp a Tiffany's kirakatát nézegették. McHugh és Fields látták, hogy a párnak nincs pénze arra, hogy ékszereket vásároljanak a Tiffany's-ból, de azért közelebb mentek hozzájuk. Ekkor hallották meg, hogy a férfi azt mondta: „Ó édesem, szeretnék venni neked egy olyan csillogó drágakövet, de most nem tudok mást adni neked, csak szeretetet!” Ezt meghallva McHugh és Fields elsiettek a közeli Steinway Tunnel-höz, és egy órán belül el is készítették az I Can’t Give You Anything but Love, Baby-t.
A dal szerzői jogát botrányok lengik körül. Andy Razaf életrajzírója, Harry Singer olyan közvetett bizonyítékokkal szolgált, amelyek szerint Fats Waller lehetséges, hogy eladta a dallamot McHugh-nak, a dalszöveget pedig Andy Razaf írta. Emellett Philip Furia rámutatott arra, hogy Fields verzéje majdnem ugyanaz, mint Lorenz Hart és Richard Rodgers Where's That Rainbow? című dalának második verzéjének vége.
A „baby” szó sokáig egy rasszista kifejezés volt, amelyet az afroamerikai emberekre használtak. Ez teljes mértékben megváltozott az I Can’t Give You Anything but Love, Baby megjelenésével. Innentől kezdve a „baby” csatlakozott azon szavakhoz, amelyekkel kedveskedni szokás.

## Használata a médiában
- Az 1931-es The Birthday Party című kisfilmben Mickey és Minnie egér duettként adja elő a dalt.
- Az 1938-as Párducbébi című vígjátékban Katharine Hepburn és Cary Grant előadásában csendül fel.
- Az 1940-es Bizsu című filmben Bijou Blanche karaktere adja elő a dalt, akit Marlene Dietrich alakít.
- Lena Horne előadja a dalt az 1943-as Stormy Wheather című filmben.
- Judy Holliday kártyázás közben énekli a számot a Born Yesterday-ben.
- A dalt eléneklik John Cassavetes Egy kínai bukméker meggyilkolása című filmalkotásában.
- A dal előadásra kerül a Contract című 1985-ös animációs kisfilmben.
- A dalt felhasználják az 1999-es Halálsoron című filmben.
- A dal szerepel a 2006-ban Tony-díjat nyert Fiúk Jerseyből című Broadway-darabban (illetve a 2014-ben megjelent ugyanazon című filmadaptációjában is).
- Hallható a dal a Lost – Eltűntek című televíziós sorozat Olyan, mint te című epizódjában.
- Lejátsszák a dalt az Aviátor című 2004-es filmben.
- Doris Day előadásában hallható a dal a 2007-es Házasélet című film elején.

## Tony Bennett és Lady Gaga változata

### Háttér és kompozíció
Tony Bennett és Lady Gaga Cheek to Cheek címmel közös dzsesszalbumot adtak ki 2014-ben. A dalokat Bennett és Gaga saját maguk választották ki; a Nagy Amerikai Daloskönyv-ből válogattak, így kiválasztották az I Can't Give You Anything but Love-ot, az It Don't Mean a Thing (If It Ain't Got That Swing)-et, a Sophisticated Lady-t, a Lush Life-ot és a címadó dalt, a Cheek to Cheeket. A Cheek to Cheeken található verzióban Gaga és Bennett egymás közt váltogatják a verzéket; a háttérben zongora, rézfúvósok és dob csendül fel. Gaga megváltoztatta a szöveget „Gee, I'd like to say you're looking swell, Tony”-ra, a férfi pedig később azt feleli neki, hogy „Diamond bracelets won't work, doesn't sell, Gaga”.

### Megjelenés és fogadtatás
Az I Can't Give You Anything but Love az album második kislemezeként 2014. augusztus 19-én jelent meg. Gaga Twitter felhasználóján jelentette be a kiadványt, és feltöltötte hozzá a kislemez borítóját is. A The Honesty Hour egyik kritikusa szerint az I Can't Give You Anything but Love egy erősebb kislemez kiadvány volt, mint az azt követően az albumról megjelentetett Anything Goes. Jeff Benjamin a Fuse-tól pozitívan vélekedett a dalról közölt írásában, és azt mondta: „folytonos basszusvonal, gospel orgonaszó és rézfúvósok támogatják a páros érzelmes éneklését. És miközben imádjuk hallgatni Gagát és Tony-t, nagyon bele tudjuk élni magunkat a nosztalgikus hangzásba, mikor megszólal a trombita.” Jesse David Fox a New York magazintól szintén pozitív kritikát fogalmazott meg, és úgy vélte: „sokat írtak Gaga előző kiadványának, az Artpopnak a kreatív és kereskedelmi hiányosságairól, de én személy szerint örülök a bukásának — mert bármi is szabadítja fel, hogy több zenét vegyen fel Tony Bennett-tel, az egy győzelem nálam. Az I Can't Give You Anything but Love egy nagyszerű példa; Tony Bennett lehet, hogy 88 éves, de Gaga az, aki már évek óta nem hangzott ennyire élettel telinek.”
Trey Barrineau a USA Today-től dicsérte a páros vokálját hozzátéve, hogy a dal „igazán szvinges”. A Next Magazine egyik szerzője szerint Gaga hangja „abszolút csodás” volt a dalban, és a számot egy „vokális eszköznek” nevezte, amelyben „megmutathatja” énektudását. Debra Kamin a The Times of Israeltől dicsérte Gaga vokálját I Can't Give You Anything but Love-ban, így a hangterjedelmét is, és azt is, ahogy uralta hangját. Az MTV News kritikusa, Gil Kaufman a számot „funky-snak” nevezte. Alexa Camp a Slant Magazine negatív kritikát fogalmazott meg, és azt írta, hogy „olyan énekesnő számára, aki még 30 sincsen, Gaga hangja sokkolóan rekedtes”. Megjelenését követően az I Can't Give You Anything but Love az első helyen debütált a Billboard dzsesszdalok digitális eladását összesítő Jazz Digital Songs listáján a 2014. szeptember 6-ával véget érő héten. Ez már a második dal volt, amely első lett a Cheek to Cheekről a listán az előző kislemez Anything Goest követően.

### Videóklip és népszerűsítés
A dalhoz egy hivatalos videóklip is megjelent 2014. augusztus 26-án. A videót egy hangfelvételre alkalmas stúdióban készítették. Első felében Gaga látható számos öltözékben és parókában a dal felvétele közben és ahogy sétálgat. Bennett is feltűnik aztán a stúdióban ahogy a dalt énekli. Az utolsó refrénben aztán együtt énekelnek, amit úgy írtak le, hogy „egyesítik erejüket egy sajátos, mégis hatásos módon, stílusaikat vegyítve, amely áthalad generációkon és műfajokon.” A videóklippel együtt egy Giorgio Moroder által készített remix is megjelent 2014 októberében exkluzívan az Idolator weboldalán. Az eredeti változat akkordmenetét megváltoztatták; Moroder szintihangokkal és basszusvonallal egészítette ki.
Jon Blistein a Rolling Stone magazintól dicsérte a videót és azt írta, hogy a klip „bebizonyítja, hogy Bennett és Gaga között egy egyedi és imádni való zenei kémia van jelen”. Maurice Bobb az MTV Newstól észrevette a duó „kendőzetlen esszenciáját”, és hozzátette, hogy Gaga „túlságosan visszafogta magát”, de úgy érezte, hogy „játékos energiája még így is átragyog, ahogy aláénekel Bennett egyenletes vokáljához”. Nolan Feeney a Time magazintól úgy érezte, hogy Gaga normálisan néz ki a videóban és hozzátette, hogy „még akkor is szórakoztató nézni, amikor csak a mikrofon állványnál lóg (és úgy öltözik mint egy viszonylag normális ember)”. Katie Atkinson a Billboardtól azt írta, „ha kedveled az imádni való barátságot a glam popkirálynő Lady Gaga és a klasszikus sanzonénekes Tony Bennett közt, akkor minden bizonnyal látni akarod a lendületes színfalak mögötti stúdiós videót a párosról amit az I Can't Give You Anything but Love-hoz készítettek”. Az Idolator írója, Mike Wass részletesen írt a klipről: „a tökéletes ellenszer Gaga túlzó, 'minél több, annál jobb' Artpop felvételeihez... A szvinges sztenderd jól illik Gagához és Tony-hoz. Lehetőséget biztosít számukra, hogy inspirálják egymást, majd eltúlozzák (még ha csak kicsit is). Ezeket a trükköket mutatja be a stúdióalapú videó, amelyben az Anyaszörnyeteg számos parókát visel és szivart szív. Barátságos társa kissé zavartnak tűnik, de tisztán láthatóan jól érzi magát.” Gaga és Bennett közösen szerepeltek a H&M egyik reklámjában is, amelyben felcsendül a dal. A hírt Instagramon jelentette be a két előadó.

### Slágerlistás helyezések
| Slágerlista (2014)                | Legjobb helyezés |
| --------------------------------- | ---------------- |
| Franciaország (Single Top 100)    | 173              |
| Olaszország (FIMI)                | 76               |
| US Jazz Digital Songs (Billboard) | 1                |

## Fordítás
- Ez a szócikk részben vagy egészben  az   I Can’t Give You Anything but Love, Baby című angol Wikipédia-szócikk fordításán alapul.  Az eredeti cikk szerkesztőit annak laptörténete sorolja fel. Ez a jelzés csupán a megfogalmazás eredetét és a szerzői jogokat jelzi, nem szolgál a cikkben szereplő információk forrásmegjelöléseként.